# Idrottsföreningen Gnistan
La squadra di calcio dell'Idrottsföreningen Gnistan, meglio nota come If Gnistan, fondata nel 1924, milita in Veikkausliiga, la massima serie del campionato finlandese di calcio.

## Palmarès

### Competizioni nazionali
- Kakkonen: 3

2000, 2015, 2019